# バーベット

濃いピンク部分が装甲部分で、そのうち砲塔基部の薄い灰色の円筒部がバーベット部。

バーベット (barbette) とは、主に軍艦搭載用の砲台構造の一種で、上甲板に突き出した円筒形の装甲部を指す。その頂部に火砲が設置される。主砲や一部の副砲で用いられた。
近代的な砲塔式の軍艦では、バーベット部の上に砲塔の旋回部分が設置される。
バーベットの内部には、エレベーター状の揚弾筒など、弾薬庫から砲弾・装薬を揚荷するための設備が保護されている。バーベットは、内部に弾薬がある関係で被弾した場合の危険度が高いため、舷側の垂直装甲、甲板の水平装甲とならんで戦艦の装甲では重要視される。

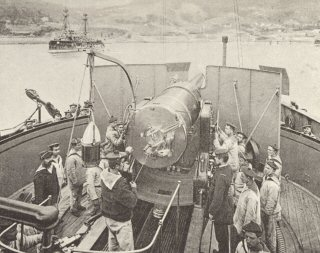
フランス海軍の装甲艦ル・ルドゥタブルの露砲塔。大砲と砲員を囲む輪がバーベットの上端。

## 露砲塔
露砲塔とは、火砲の基部（装填機構や旋回・俯仰角機構）より上がバーベットからむき出しとなる形式を指す。水平方向からの砲撃を受けた際に火砲の基部のみがバーベットによる装甲で守られる。現在の砲塔形式とは違い、完全な砲塔にはなっていない。19世紀後期の装甲艦などに見られた。弾薬の装填は砲を最大仰角にしてから行った。
この時代の艦砲は現在と異なり、直接照準の水平弾道で撃ち合ったので、防御も砲員を守るため砲部の基部のみとし、水平方向以外からの脅威は考えられていなかった。基部から上は吹き晒しの露天式、もしくは命中弾の断片（スプリンター〈英：splinter〉）に対する防御ができる程度の装甲でできたお椀状の屋根（フード）をつけた。
しかし、次第にスプリンターの脅威が増すとともに、大砲の射程が伸びて砲弾の落下角度が大きくなり、砲の上部の防御が必須となり、本格的な砲塔に移行した。ただし対空砲・両用砲などでは、かなり後年まで使われた。
露砲塔を主兵装とする軍艦は、バーベット艦、あるいは露砲塔艦とも呼んだ。フランス海軍の装甲艦「ル・ルドゥタブル」やイギリス海軍の前弩級戦艦「ロイヤル・サブリン級」などは露天式だった。清国海軍の「定遠型」やイタリア海軍の「デュイリオ級」はフード付きだった。
似た砲塔の形式として隠顕式砲塔がある。
これは装填時にはバーベット内部に砲が隠れ、射撃時のみ砲を持ち上げる形式の砲塔で露砲塔とは区別されている。
重量がかさむ形式のため船舶での採用例はほとんどなく要塞用砲架によく見られる形式でもある。